# Gnuplot

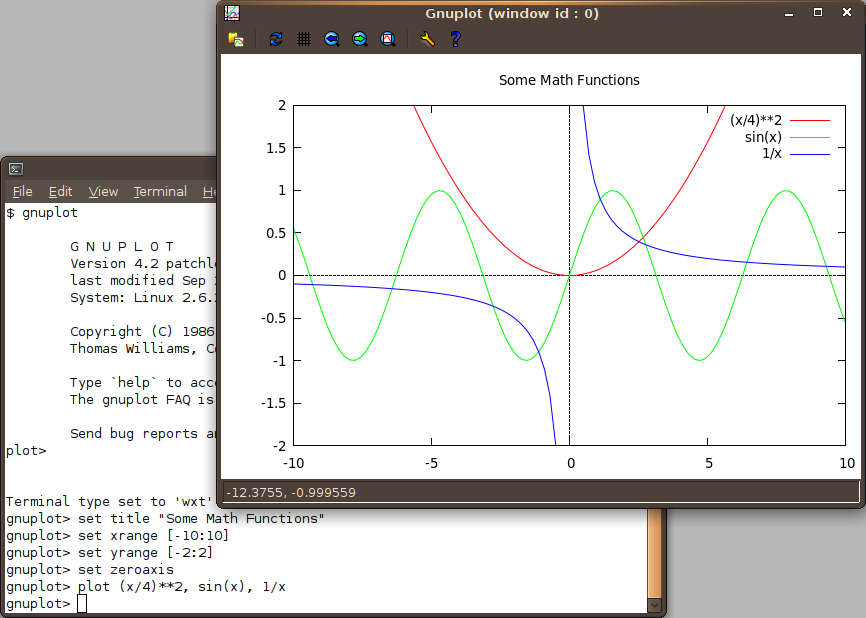
gnuplot

gnuplot（ニュープロット しばしばグニュープロットとも）は、2次元もしくは3次元のグラフを作成するためのアプリケーションソフトウェアである。インターネットにおいて無料で配布されているフリーウェアである。1986年に最初のバージョンが開発された。現在では、Linux、UNIX、Windows、macOSなどの多くのオペレーティングシステム (OS) に対応したバージョンが開発されている。
オープンソースソフトウェアとして公開されており、高機能・高精度であることから、特に学術研究に広く利用されている。また、使い方を解説したWebサイトも数多く存在する。

## 機能
入力したデータや数式等を元に、画面もしくは画像ファイルへグラフを生成する。画像ファイルのフォーマットは、PNG, EPS, SVG, JPEGなどの多くの形式に対応している。
用途によってバッチファイルとしてまとめて処理を行わせる方式と、逐次命令文を入力してグラフを描画させる方式とを使い分けることが出来る。

## 名称とライセンス
名前に「gnu」と冠されてこそいるが、GNUプロジェクトとは関係がなく、独自のライセンス形態をとっている。
ソースコードをコピーないし改変することは許されているが、改変を加えたバージョンの配布はパッチ形式でのみ可能である。したがってGPLと互換性がない。

## 使用例

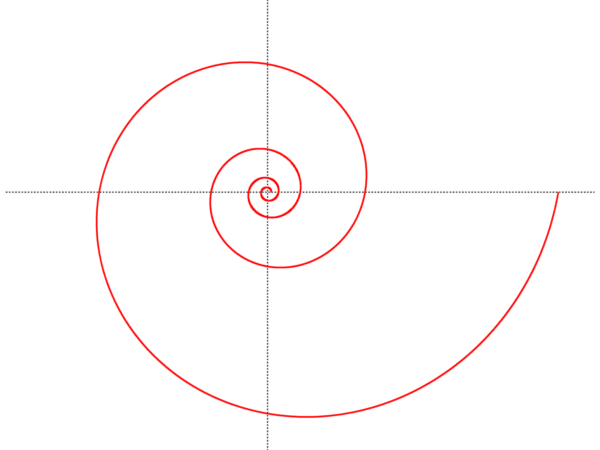
出力結果

使用したコマンドと結果として出力された画像を示す。
```
# Output to png file:

set
 
terminal
 
png
 
small
 
color

set
 
output
 
"logarithmic_spiral.png"

# Same scale for both axes, half-size output:

set
 
size
 
ratio
 
-1
 
0.5
,
 
0.5

# More sample points to produce smoother picture:

set
 
samples
 
170

# Axes in the center, no tick marks:

set
 
zeroaxis

set
 
noxtics

set
 
noytics

set
 
no
border

set
 
polar

# set title "Logarithmic spiral (pitch 10 degrees)"

plot
 
[
-4
*
pi
:
4
*
pi
]
 
[
-8
:
10
]
 
[
-8
:
6
]
 
1.19
**
t
 
notitle

```

## 関連ソフトウエア
現在では、標準でGUIフロントエンドが付属しているが、gnuplotを対話的に使いやすくするためのGUIフロントエンドアプリケーションも以下のように多数存在する。
- Cueplot (開発終了)[2]
- Xgfe (開発終了)[3]
- Qgfe (開発終了)[4]
- UniGNUPlot (開発終了)[5]
- RubyPlot (開発終了)[6]
- QPlot (開発終了) [7]

過去にはGNU Octaveのプロットエンジンとしても利用されていた。

## 参照
1. ↑  “Gnuplot Version 6.0.2 Release Notes” (2024年12月19日). 2025年1月9日閲覧。
2. ↑  Cueplot Project Top Page - OSDN
3. ↑  Graphical User Interfaces - Gnuplot
4. ↑  Qgfe – Freecode
5. ↑  UniGNUPlot -Graphic GNUPlot front-end P download | SourceForge.net
6. ↑  gnuplot に関する情報やメモ (2004) info and memo for gnuplot (2004)
7. ↑  qplot for gnuplot